# Новий Блендув
Новий Блендув (пол. Nowy Błędów) — село в Польщі, у гміні Блендув Груєцького повіту Мазовецького воєводства.